# ترستنیک (صربستان)
ترستنیک (به صربی: Trstenik) یک منطقهٔ مسکونی در صربستان است که در Trstenik Municipality واقع شده‌است. ترستنیک ۱۷۲ متر بالاتر از سطح دریا واقع شده‌است.